# Collégiale Saint-Maurille d'Angers
La collégiale Saint-Maurille d'Angers était une ancienne collégiale située à Angers, en Maine-et-Loire.

## Histoire

### Fondation
Il s'agit de la basilique funéraire de l'évêque Maurille (c 423-453).

### Disparition
L'église et le cimetière attenant ont été détruits en 1791 afin de permettre le percement de la rue Saint-Maurille (l'église se situait à l'angle entre cette rue et la place du Ralliement).

### Évolution du vocable
La dédicace originelle de l'édifice aurait été à Notre-Dame — cette hypothèse est encore discutée.
Probablement très peu de temps après la mort de saint Maurille, la dédicace de facto à l'évêque d'Angers aurait pris le dessus jusqu'à devenir le vocable réel de l'église.

### Évolution du statut durant la période d'activité
La première fonction de l'édifice a été une basilique funéraire (memoria).
Un chapitre de chanoines a été installé dans l'église après sa restitution à l'évêque au XIIe siècle.